# 中国社会学会
中国社会学会是中华人民共和国社会学工作者及单位组成的全国性、学术性、非营利性社会团体，由中国社会科学院主管，1979年3月在北京市成立，初名中国社会学研究会。

## 历任会长
- 费孝通
- 袁方
- 陆学艺
- 郑杭生
- 李培林
- 宋林飞
- 李强
- 李友梅
- 陈光金